# Arctosa workmani
Arctosa workmani este o specie de păianjeni din genul Arctosa, familia Lycosidae. A fost descrisă pentru prima dată de Strand, 1909.
Este endemică în Paraguay. Conform Catalogue of Life specia Arctosa workmani nu are subspecii cunoscute.